# Пьяна-Криксия
Пьяна-Криксия, Пья́на-Кри́зия (итал. Piana Crixia [ˈpjana ˈkrizja]) — коммуна в Италии, располагается в регионе Лигурия, в провинции Савона.
Население составляет 857 человек (2008 г.), плотность населения составляет 29 чел./км². Занимает площадь 30 км². Почтовый индекс — 17058. Телефонный код — 019.
В городе имеется одноимённая железнодорожная станция, но практически нет автобусных остановок. Основное население — фермеры.
Покровителем коммуны почитаются святые мученики Евгений, Виктор и Корона, празднование 24 апреля.

## Демография
Динамика населения:

## Города-побратимы
- Сен-Жодар, Франция (2001)

## Администрация коммуны
- Официальный сайт: